# Dendrophthoe vitellina
Dendrophthoe vitellina är en tvåhjärtbladig växtart som först beskrevs av Ferdinand von Mueller, och fick sitt nu gällande namn av Tieghem. Dendrophthoe vitellina ingår i släktet Dendrophthoe och familjen Loranthaceae. Inga underarter finns listade i Catalogue of Life.